# Krakelingen i Tonnekensbrand
Krakelingen i Tonnekensbrand (nizozemski za „pereci i vatreno bure”) je svečanost kruha i vatre kojom se svake posljednje nedjelje u veljači slavi kraj zime u belgijskom gradu Geraardsbergenu (brdoviti dio pokrajine Istočna Flandrija).

## Povijest
Geraardsbergen je jedan od najstarijih gradova u Belgiji. Nastao je u neposrednoj blizini franačkog naselja Hunnegem (danas samostan), a već 1068. godine Geraardsbergen je postao jedno od prvih naselja u Zapadnoj Europi koje je dobilo status grada.
Geraardsbergen je 1381. god. uništio Wouter IV., vojvoda Enghiena i predaja kaže kako je tijekom opsade narod Geraardsbergena bacio svoju posljednju hranu, perece, preko gradskih zidina. Time su željeli pokazati kako imaju dovoljno hrane da prežive dugu opsadu. To razmetanje hrabrošću nije uspjelo i grad su osvojile Enghienove trupe. Ovaj događaj živi i dalje u gradu gdje se svake godine tijekom poklada, na vrhu brda Oudenberg („Staro brdo”, visine 111 m) odigrava krakelingenworp („bacanje pereca”) kako bi se proslavio ovaj povijesni događaj.

## Povijesna svečanost
U Geraardsbergenu se održava sajam svakog prvog ponedjeljka u ožujku, a osam dana prije toga se na nedjelju slavi kraj zime festivalom Krakelingen i Tonnekensbrad. Danima prije festivala, trgovine ukrase svoje izloge, pekari ispeku posebna prstenasta peciva (krakelingen), a školski nastavnici učenicima prepričavaju priču o nastanku rituala. 
Na sam dan festivala na tisuće sudionika polazi od crkve na Hunnegemu u povorci od oko 800 sudionika koju vodi kanonik i članovi gradskog vijeća odjeveni u povijesne odore koje svjedoče o 2500 godina povijesti Grammonta. Oni se, oko tri poslije podne, noseći kruh, vino, ribu i vatru, uspinju na brdo Oudenberg, prema Gospinoj kapeli na njegovom vrhu. Unutra kanonik blagoslivlja krakelingene i recitira litanije, nakon čega vjerski i svjetovni čelnici ispijaju vino iz srebrnog kaleža iz 16. stoljeća u kojemu se nalazi malena živa riba; što je odnedavno postalo kontroverzan običaj. Slijedi bacanje desetak tisuća krakelingena u gomilu ispred kapele, od kojih se u jednom krije pobjednički listić. Nagrada je zlatni dragulj koji se posebno izrađuje za ovaj događaj, a svae godine ga izrađuje drugi lokalni zlatar. 
Navečer se građani okupljaju ponovno na brdu kako bi zapalili drveno bure, tonnekensbrand, čime slave dolazak proljeća. Gledatelji nose zapaljene baklje s brda kako bi zapalili gradska svjetla. 
Festival odiše povijesnim događajima i legendama koje se prenose s koljena na koljeno, kao što su mnoge keltske odore, te odore iz vremena legendarne opsade grada iz 14. st. To odzvanja snažnim osjećajem zajedništva među njegovim sudionicima. Zbog toga je svečanost Krakelingen i Tonnekensbrand upisana na UNESCO-ov popis nematerijalne svjetske baštine u Europi 2010. god.

## Vanjske poveznice
- Znamenitosti Geraardsbergena  Arhivirana inačica izvorne stranice od 24. travnja 2006. (Wayback Machine) (nizoz.)
- Povijesni grad Geraardsbergen  Arhivirana inačica izvorne stranice od 24. rujna 2015. (Wayback Machine) (engl.)